# 산티아고 솔라리
산티아고 에르난 솔라리 포히오(스페인어: Santiago Hernán Solari Poggio, 1976년 10월 7일, 로사리오 ~)는 아르헨티나의 전 축구 선수로, 현역 시절 주로 좌측 미드필더로 활약했고, 현재 축구 감독이다.
그는 15년의 현역 시절 대부분을 스페인에서 보냈는데, 라 리가 경기에 총 177번 출전해 17골을 득점했고, 이 중 대부분의 기록은 레알 마드리드에서 냈지만, 이탈리아로 건너가 인테르나치오날레에서도 활약해 두 구단에서 도합 13번의 주요 대회 우승을 거두었다.

## 클럽 경력

### 초기 경력과 리버 플레이트
산타페 주 로사리오 출신인 솔라리는 미국의 뉴저지의 리처드 스톡턴 대학교를 다니다가 귀국해 뉴얼스 올드 보이스 유소년부와 인근의 레나토 세사리니에서 축구를 했다. 그는 1995-96 시즌 중반에 리버 플레이트에 합류했고, 5월 12일에 아르헨티나 프리메라 디비시온 데뷔전을 치렀다.
솔라리는 첫 온전한 시즌에 24번의 리그 경기에 출전해 소속 구단의 아페르투라와 클라우수라 동시 석권에 일조했다.

### 아틀레티코 마드리드
솔라리는 1991년 1월 이적 시장을 통해 스페인으로 건너가 아틀레티코 마드리드에 입단했다. 2월 7일, 그는 1-2로 패한 살라망카와의 원정 경기에서 라 리가 신고식을 치렀다.
솔라리는 1999-2000 시즌에 개인적으로 최고의 한 해를 보냈는데, 34경기에 출전해 6골을 넣었지만, 매트리스 제작자들은 1부 리그에서 강등당했다.

### 레알 마드리드
직후, 솔라리는 수도를 가로질러 레알 마드리드로 이적했다. 1년차를 부진하게 보낸 후, 그는 한때 후보로 머랭 군단의 주전 선수가 되었다. 레버쿠젠과의 UEFA 챔피언스리그 2001-02 결승전에서는 90분을 모두 소화했는데, 지네딘 지단이 깔끔하게 골을 기록하는 과정에 관여했고, 경기는 2-1 승리로 끝났다.
솔라리가 레알 마드리드에서 보낸 최고의 시즌은 2003-04 시즌으로 34경기에 출전하는데 15번을 선발로 나섰고, 1,539분을 뛰었지만, 소속 구단은 리그 4위로 아무 우승도 거두지 못하고 빈손으로 마무리했다. 레알 마드리드에서 5년을 보내며, 그는 49번의 UEFA 챔피언스리그 경기에 출전해 7골을 넣기도 했다.

### 인테르나치오날레와 말년
2005년 여름, 솔라리는 €6M에 인테르나치오날레와 3년 계약을 맺었고, 2년차에 최대인 21경기에 출전하는데 그치면서 3년 동안 그리 많이 출전하지 못했지만, 세리에 A 3연패를 거두어 우승 경력에 올렸고, 이 중 1년차에는 칼초폴리 스캔들의 덕을 보아 거둔 우승이었다.
2008년 6월 30일, 흑청 군단과의 계약이 끝나면서, 솔라리는 즉시 산로렌소와 계약했다. 이듬해 7월 9일, 그는 또다시 비행기에 올라 멕시코의 아틀란테에 자유이적으로 입단했다.
2010년 9월 초, 34세의 솔라리는 우루과이의 페냐롤과 자유이적으로 1년 계약을 맺었다. 몇달 후, 그는 현역에서 은퇴했다.

## 국가대표팀 경력
솔라리는 아르헨티나 국가대표팀의 경기를 5년에 걸쳐 11번 출장했다. 그러나, 그는 주요 국제 대회에 참가한 이력이 없다.

## 플레이스타일
역동적이고 다재다능한 측면 미드필더로 기술적 능력이 뛰어난 솔라리는 공을 끌고가는 능력으로 알려져 있는 것 외에도, 정확히 공을 배급하고 양발로 공을 차넣을 수 있는 것으로도 알려져 있다.

## 경력 통계

### 클럽 기록
| 클럽       | 클럽                | 클럽              | 리그 | 리그 | 컵            | 컵            | 대륙       | 대륙       | 합계 | 합계 |
| 시즌       | 구단                | 리그              | 출장 | 골   | 출장          | 골            | 출장       | 골         | 출장 | 골   |
| 아르헨티나 | 아르헨티나          | 아르헨티나        | 리그 | 리그 | 컵            | 컵            | 남아메리카 | 남아메리카 | 합계 | 합계 |
| ---------- | ------------------- | ----------------- | ---- | ---- | ------------- | ------------- | ---------- | ---------- | ---- | ---- |
| 1996–97    | 리버 플레이트       | 프리메라 디비시온 | 24   | 2    | -             | -             | 1          | 0          | 25   | 2    |
| 1997–98    | 리버 플레이트       | 프리메라 디비시온 | 27   | 6    | -             | -             | 9          | 1          | 36   | 7    |
| 1998–99    | 리버 플레이트       | 프리메라 디비시온 | 16   | 5    | -             | -             | -          | -          | 16   | 5    |
| 스페인     | 스페인              | 스페인            | 리그 | 리그 | 코파 델 레이  | 코파 델 레이  | 유럽       | 유럽       | 합계 | 합계 |
| 1998–99    | 아틀레티코 마드리드 | 라 리가           | 12   | 1    | 3             | 0             | 1          | 0          | 16   | 1    |
| 1999–00    | 아틀레티코 마드리드 | 라 리가           | 34   | 6    | 4             | 0             | 7          | 0          | 45   | 6    |
| 2000–01    | 레알 마드리드       | 라 리가           | 14   | 1    | 1             | 0             | 10         | 1          | 25   | 2    |
| 2001–02    | 레알 마드리드       | 라 리가           | 28   | 1    | 9             | 0             | 14         | 4          | 51   | 5    |
| 2002–03    | 레알 마드리드       | 라 리가           | 28   | 0    | 3             | 1             | 11         | 0          | 42   | 1    |
| 2003–04    | 레알 마드리드       | 라 리가           | 34   | 5    | 9             | 2             | 9          | 2          | 52   | 9    |
| 2004–05    | 레알 마드리드       | 라 리가           | 27   | 3    | 2             | 2             | 5          | 0          | 34   | 5    |
| 이탈리아   | 이탈리아            | 이탈리아          | 리그 | 리그 | 코파 이탈리아 | 코파 이탈리아 | 유럽       | 유럽       | 합계 | 합계 |
| 2005–06    | 인테르나치오날레    | 세리에 A          | 13   | 3    | 7             | 2             | 6          | 0          | 26   | 5    |
| 2006–07    | 인테르나치오날레    | 세리에 A          | 21   | 1    | 5             | 0             | 4          | 0          | 30   | 1    |
| 2007–08    | 인테르나치오날레    | 세리에 A          | 5    | 0    | 5             | 1             | 5          | 0          | 15   | 1    |
| 아르헨티나 | 아르헨티나          | 아르헨티나        | 리그 | 리그 | 컵            | 컵            | 남아메리카 | 남아메리카 | 합계 | 합계 |
| 2008–09    | 산로렌소            | 프리메라 디비시온 | 14   | 3    | -             | -             | -          | -          | 14   | 3    |
| 합계       | 아르헨티나          | 아르헨티나        | 81   | 16   | -             | -             | 10         | 1          | 91   | 17   |
| 합계       | 스페인              | 스페인            | 177  | 17   | 31            | 5             | 57         | 7          | 255  | 29   |
| 합계       | 이탈리아            | 이탈리아          | 39   | 4    | 17            | 3             | 15         | 0          | 71   | 7    |
| 경력 합계  | 경력 합계           | 경력 합계         | 297  | 37   | 48            | 8             | 82         | 8          | 427  | 53   |

### 국가대표팀 기록
| 아르헨티나 | 아르헨티나 | 아르헨티나 |
| 연도       | 출장       | 골         |
| ---------- | ---------- | ---------- |
| 1999       | 1          | 0          |
| 2000       | 1          | 0          |
| 2002       | 3          | 0          |
| 2003       | 4          | 0          |
| 2004       | 2          | 0          |
| 합계       | 11         | 0          |

### 감독 기록
2017년 9월 10일 기준
| 구단                   | 취임            | 해임 | 기록 | 기록 | 기록 | 기록 | 기록 | 기록 | 기록 | 기록  |
| 구단                   | 취임            | 해임 | 전   | 승   | 무   | 패   | 득   | 실   | 차   | 율 %  |
| ---------------------- | --------------- | ---- | ---- | ---- | ---- | ---- | ---- | ---- | ---- | ----- |
| 레알 마드리드 카스티야 | 2016년 7월 19일 | 현임 | 42   | 14   | 13   | 15   | 48   | 53   | −5   | 33.33 |
| 합계                   | 합계            | 합계 | 42   | 14   | 13   | 15   | 48   | 53   | −5   | 33.33 |

## 사생활
아르헨티나의 유명 음악인인 인디오 솔라리를 본따 작은 원주민이라는 별칭으로 알려진 솔라리는 운동하는 집안 출신이다: 그의 부친 에두아르도와 4남매 중 남동생들인 에스테반과 다비드도 축구 선수로 활동했다.
그의 삼촌 호르헤도 다수의 구단 소속으로 뛰었는데, 주로 리버 플레이트에서 활약했고, 사촌인 페르난도 레돈도도 레알 마드리드 선수로 활약한 경력이 있으며 솔라리의 여동생 나탈리아를 배우자로 맞이했다. 다비드를 제외하고 모두 아르헨티나 무대에서 활약했었다.

## 수상 내역
리버 플레이트
- 아르헨티나 프리메라 디비시온: 1996 아페르투라, 1997 클라우수라, 1997 아페르투라

레알 마드리드
- 라 리가: 2000–01, 2002–03
- 수페르코파 데 에스파냐: 2001, 2003
- UEFA 챔피언스리그: 2001–02
- UEFA 슈퍼컵: 2002
- 인터콘티넨털컵: 2002

인테르나치오날레
- 세리에 A: 2005–06, 2006–07, 2007–08
- 코파 이탈리아: 2005–06
- 수페르코파 이탈리아나: 2005, 2006